# Apophylia cyanipennis
Apophylia cyanipennis is een keversoort uit de familie bladkevers (Chrysomelidae). De wetenschappelijke naam van de soort werd in 1927 gepubliceerd door Laboissiere.